# Monte Vista
Monte Vista és una població dels Estats Units a l'estat de Colorado. Segons el cens del 2000 tenia 4.529 habitants.

## Demografia
Segons el cens del 2000, Monte Vista tenia 4.529 habitants, 1.715 habitatges, i 1.212 famílies. La densitat de població era de 925,2 habitants per km².
Dels 1.715 habitatges en un 36,8% hi vivien nens de menys de 18 anys, en un 50,1% hi vivien parelles casades, en un 15,9% dones solteres, i en un 29,3% no eren unitats familiars. En el 25,9% dels habitatges hi vivien persones soles l'11,8% de les quals corresponia a persones de 65 anys o més que vivien soles. El nombre mitjà de persones vivint en cada habitatge era de 2,59 i el nombre mitjà de persones que vivien en cada família era de 3,13.
Per edats la població es repartia de la següent manera: un 29,6% tenia menys de 18 anys, un 9,2% entre 18 i 24, un 26,1% entre 25 i 44, un 20,5% de 45 a 60 i un 14,6% 65 anys o més.
L'edat mediana era de 34 anys. Per cada 100 dones de 18 o més anys hi havia 85,3 homes.
La renda mediana per habitatge era de 28.393 $ i la renda mediana per família de 33.780 $. Els homes tenien una renda mediana de 29.057 $ mentre que les dones 23.482 $. La renda per capita de la població era de 13.612 $. Entorn del 13,4% de les famílies i el 15,1% de la població estaven per davall del llindar de pobresa.

## Poblacions més properes
El següent diagrama mostra les poblacions més properes.